# Succinea philippinica
Succinea philippinica é uma espécie de gastrópode  da família Succineidae.
É endémica de Palau.